# ربات ۱۵۹۰۷
سیارک ۱۵۹۰۷ (به انگلیسی: 15907 Robot، نامگذاری:1997TG10) پانزده هزار و نهصد و هفتمین سیارک کشف شده‌است که در ۶ اکتبر ۱۹۹۷ کشف شد.
قدر مطلق سیارک برابر ۱۵٫۷۰ است.